# Sīr-e Vosţá
Sīr-e Vosţá (persiska: سیر وسط, سیر وسطی) är en ort i Iran.   Den ligger i provinsen Östazarbaijan, i den nordvästra delen av landet, 500 km väster om huvudstaden Teheran. Sīr-e Vosţá ligger 1 915 meter över havet och antalet invånare är 223.
Terrängen runt Sīr-e Vosţá är huvudsakligen kuperad, men åt sydost är den platt. Runt Sīr-e Vosţá är det ganska glesbefolkat, med 22 invånare per kvadratkilometer. Närmaste större samhälle är Gol Akhor, 8,4 km norr om Sīr-e Vosţá. Trakten runt Sīr-e Vosţá består i huvudsak av gräsmarker.